# Злотин, Борис Львович
Бори́с Льво́вич Зло́тин (род. 31 декабря 1946, Ленинград) — советский конструктор-изобретатель, инженер, один из ведущих теоретиков и методистов Теории решения изобретательских задач.

## Биография
Родился в семье инженера и учительницы истории, вырос в Подпорожье. Окончил ПТУ и вечернее отделение Ленинградского политехнического института. Работал на заводе «Электросила» инженером-исследователем. Для защиты диссертации подготовил работу по разработке оригинального метода математической обработки результатов измерения, который позволял на два порядка сократить время счета на ЭВМ и экспериментальную работу. В 1978 году Борис Злотин возглавил группу ФСА. В 1981 году переехал в Кишинёв. Стал одним из ведущих разработчиков программы Теории решения изобретательских задач, преподавал её методологию. В 1986 году в СССР создаются инновационные фирмы, в частности межотраслевой научно-технический центр «Прогресс» в Кишинёве. Центр проводил семинары по республике.
С начала 1990-х годов переехал в США и работал по этому направлению в американском исследовательском центре в Детройте. С 1992 года — главный исследователь (chief scientist) компании программного обеспечения Ideation International Inc. с ежегодным оборотом около 5—10 миллионов долларов (2007)
Автор ряда публикаций по различным аспектам теории решения изобретательских задач, большинство в соавторстве с женой, А. В. Зусман. Наибольший научный резонанс получила разработанная Борисом Злотиным и Аллой Зусман «система направленной эволюции», изложенная ими в книге «Directed Evolution: Philosophy, Theory and Practice» (2004). Среди других разработок — «диверсионный анализ» (метод выявления и прогнозирования аварийных ситуаций и нежелательных явлений).

## Семья
Первая жена — методист ТРИЗ Эсфирь Семёновна Злотина (урождённая Шапиро, 1947—1998), соавтор (с В. Петровым) книг «Введение в Теорию решения изобретательских задач» (1992 и 1999), «Структурный вещественно-полевой анализ» (2002) и других.
Вторая жена — одна из ведущих теоретиков и методистов в области ТРИЗ, инженер Алла Вениаминовна Зусман, соавтор многих книг, написанных в соавторстве с мужем Борисом Злотиным.